# 유엔 지역 그룹

아프리카 지역 그룹
아시아 태평양 지역 그룹
동유럽 지역 그룹
카리브 제도와 라틴 아메리카 지역 그룹
서유럽과 기타 지역 그룹
무소속
옵서버
유엔 비회원국 또는 영토

유엔 지역 그룹(United Nations Regional Groups)은 유엔을 비롯한 국제 기구에서 지리적으로 인접한 국가, 비슷한 입장을 가진 국가들을 대상으로 형성된 비공식적인 그룹이다.
유엔은 전체 유엔 회원국을 5개 그룹으로 분류하고 있다.
- 아프리카 지역 그룹 (African Group)
- 아시아 태평양 지역 그룹 (Asia-Pacific Group)
- 동유럽 지역 그룹 (Eastern European Group)
- 라틴 아메리카와 카리브해 지역 그룹 (Latin American and Caribbean Group, GRULAC)
- 서유럽과 기타 지역 그룹 (Western European and Others Group, WEOG)

## 통계
| 지역 그룹                     | 소속 회원국 수(비율) | 소속 회원국 인구(비율) | 유엔 안전 보장 이사회 이사국 (상임이사국/비상임이사국) 비율 | 유엔 경제 사회 이사회 이사국 | 유엔 인권 이사회 이사국 | 유엔 총회 연도 |
| ----------------------------- | -------------------- | ---------------------- | ----------------------------------------------------------- | ---------------------------- | ----------------------- | -------------- |
| 아프리카 지역                 | 54개국(28.0%)        | 11억4000만(15.8%)      | 3개국(0/3) 20%                                              | 14개국                       | 13개국                  | 4년 ~ 9년      |
| 아시아 태평양 지역            | 53개국(27.5%)        | 42억4000만(58.5%)      | 3개국(1/2) 20%                                              | 11개국                       | 13개국                  | 1년 ~ 6년      |
| 동유럽 지역                   | 23개국(11.9%)        | 3억4000만(4.7%)        | 2개국(1/1) 13.3%                                            | 6개국                        | 6개국                   | 2년 ~ 7년      |
| 라틴 아메리카와 카리브해 지역 | 33개국(17.1%)        | 6억2000만(8.6%)        | 2개국(0/2) 13.3%                                            | 10개국                       | 8개국                   | 3년 ~ 8년      |
| 서유럽과 기타 지역            | 29개국(15.0%)        | 9억 400만(12.5%)       | 5개국(3/2) 33.3%                                            | 13개국                       | 7개국                   | 0년 ~ 5년      |
| 무소속                        | 1개국                | 12만                   | -                                                           | -                            | -                       | -              |
| 총계                          | 193개국(100%)        | 72억(100%)             | 15개국(5/10)                                                | 54개국                       | 47개국                  | 모든 연도      |

| 유엔 안전 보장 이사회 | 유엔 총회 |
| --- | --------- |
| |           |
| 아프리카 지역 그룹 아시아 태평양 지역 그룹 동유럽 지역 그룹 카리브 제도와 라틴 아메리카 지역 그룹 서유럽과 기타 지역 그룹 무소속 |           |

## 지역 그룹별 나라 목록

### 아프리카 지역 그룹 (54개국)
- 가나
- 가봉
- 감비아
- 기니
- 기니비사우
- 나미비아
- 나이지리아
- 남수단
- 남아프리카 공화국
- 니제르
- 라이베리아
- 레소토
- 르완다
- 리비아
- 마다가스카르
- 말라위
- 말리
- 모로코
- 모리셔스
- 모리타니
- 모잠비크
- 베냉
- 보츠와나
- 부룬디
- 부르키나파소
- 상투메 프린시페
- 세네갈
- 세이셸
- 소말리아
- 수단
- 시에라리온
- 알제리
- 앙골라
- 에리트레아
- 에스와티니
- 에티오피아
- 우간다
- 이집트
- 잠비아
- 적도 기니
- 중앙아프리카 공화국
- 지부티
- 짐바브웨
- 차드
- 카메룬
- 카보베르데
- 케냐
- 코모로
- 코트디부아르
- 콩고 공화국
- 콩고 민주 공화국
- 탄자니아
- 토고
- 튀니지

### 아시아 태평양 지역 그룹 (53개국)
- 나우루
- 네팔
- 대한민국
- 동티모르
- 라오스
- 레바논
- 마셜 제도
- 말레이시아
- 몰디브
- 몽골
- 미얀마
- 미크로네시아 연방
- 바누아투
- 바레인
- 방글라데시
- 베트남
- 부탄
- 브루나이
- 사모아
- 사우디아라비아
- 솔로몬 제도
- 스리랑카
- 시리아
- 싱가포르
- 아랍에미리트
- 아프가니스탄
- 예멘
- 오만
- 요르단
- 우즈베키스탄
- 이라크
- 이란
- 인도
- 인도네시아
- 일본
- 조선민주주의인민공화국
- 중국
- 카자흐스탄
- 카타르
- 캄보디아
- 쿠웨이트
- 키르기스스탄
- 키프로스
- 타지키스탄
- 태국
- 통가
- 투르크메니스탄
- 투발루
- 파키스탄
- 파푸아뉴기니
- 팔라우
- 피지
- 필리핀

### 동유럽 지역 그룹 (23개국)
- 라트비아
- 러시아
- 루마니아
- 리투아니아
- 몬테네그로
- 몰도바
- 벨라루스
- 보스니아 헤르체고비나
- 북마케도니아
- 불가리아
- 세르비아
- 슬로바키아
- 슬로베니아
- 아르메니아
- 아제르바이잔
- 알바니아
- 에스토니아
- 우크라이나
- 조지아
- 체코
- 크로아티아
- 폴란드
- 헝가리

### 카리브 제도 및 라틴 아메리카 지역 그룹 (33개국)
- 가이아나
- 과테말라
- 그레나다
- 니카라과
- 도미니카 공화국
- 도미니카 연방
- 멕시코
- 바베이도스
- 바하마
- 베네수엘라
- 벨리즈
- 볼리비아
- 브라질
- 세인트루시아
- 세인트빈센트 그레나딘
- 세인트키츠 네비스
- 수리남
- 아르헨티나
- 아이티
- 앤티가 바부다
- 에콰도르
- 엘살바도르
- 온두라스
- 우루과이
- 자메이카
- 칠레
- 코스타리카
- 콜롬비아
- 쿠바
- 트리니다드 토바고
- 파나마
- 파라과이
- 페루

### 서유럽 및 기타 지역 그룹 (29개국)
- 그리스
- 네덜란드
- 노르웨이
- 뉴질랜드
- 덴마크
- 독일
- 룩셈부르크
- 리히텐슈타인
- 모나코
- 몰타
- 미국
- 벨기에
- 산마리노
- 스웨덴
- 스위스
- 스페인
- 아이슬란드
- 아일랜드
- 안도라
- 영국
- 오스트레일리아
- 오스트리아
- 이스라엘
- 이탈리아
- 캐나다
- 튀르키예
- 포르투갈
- 프랑스
- 핀란드

### 무소속 (1개국)
- 키리바시

### 옵서버 (2개국)
- 바티칸 시국
- 팔레스타인

## 같이 보기
- 유엔 회원국